# Nemzeti Színház (München)
A kétszáz éves Bajor Nemzeti Színház Bajorország fővárosában, Münchenben működik. 

## Története
1803-ig ezen a helyen ferences rendház állott, amelyet a szekularizáció folytán romboltak le. Mivel a müncheni polgárságban egy ideje erős vágy élt egy tágas operaház után, I. Miksa bajor király építészeti pályázatot írt ki, amelyet Carl von Fischer nyert meg, 1802-ben készült tervének megvalósításához 1811-ben fogtak hozzá. Lajos trónörökös tette le az alapkövet. Az 1818-ban befejezett épület 1823-ban leégett. Már 1825-ben megtörtént a Leo von Klenze irányításával, az eredeti mintájára felépített Operaház újbóli megnyitása. 1943-ban szövetséges bombatalálat érte a színházat, amely majdnem teljesen romba dőlt. 1963-ban 63 millió márkás költségvetéssel az eredeti mű másaként – beleértve a belső művészi díszítést is – helyreállították.
Csak az alsó timpanon esetében nem másolták az eredetit. Georg Brenninger megbízást kapott az Apolló és a Múzsák című monumentális szoborcsoportjának az elkészítésére, amely 1972-ben került a helyére.

## Képek

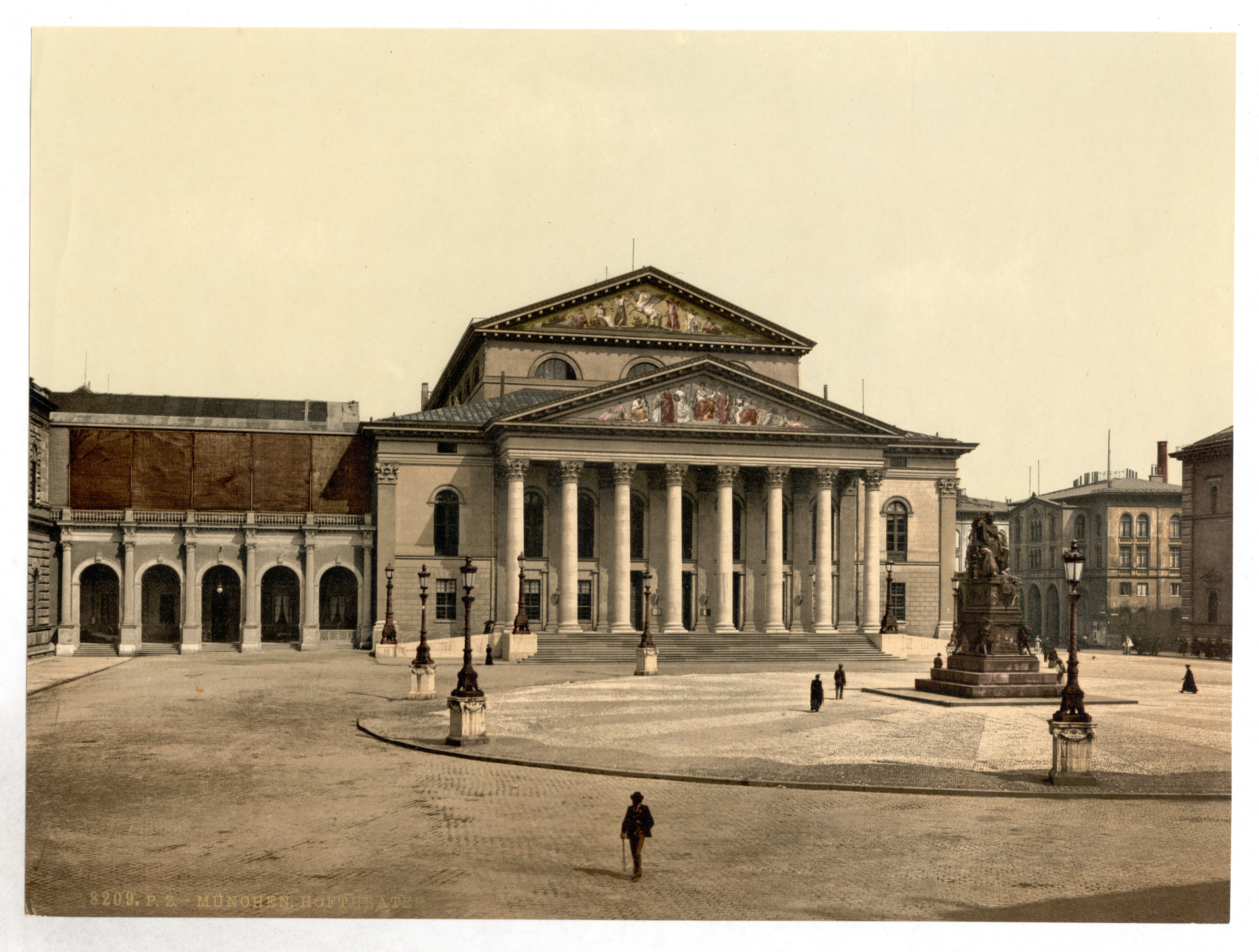
Az épület 1900 körül
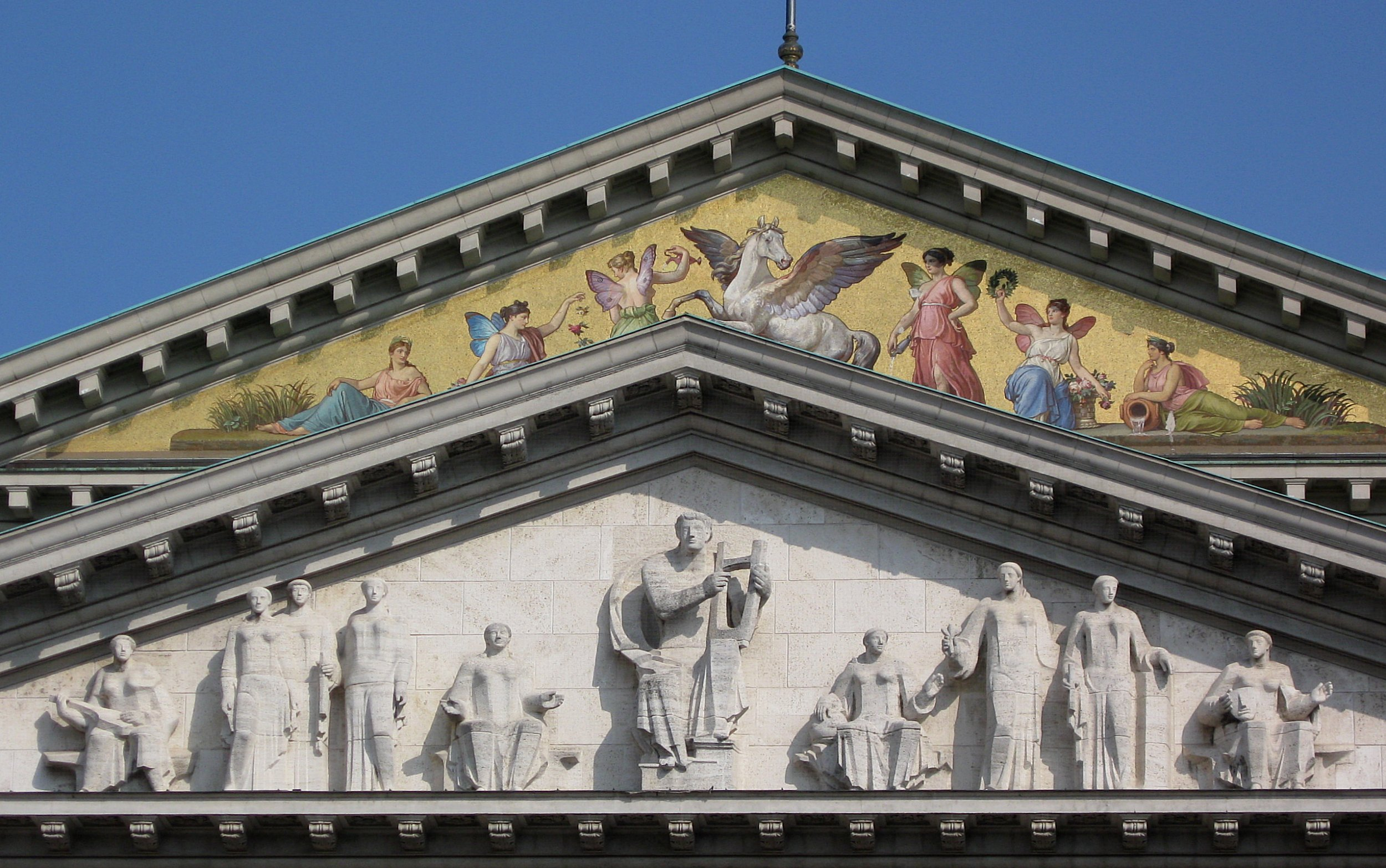
A timpanon
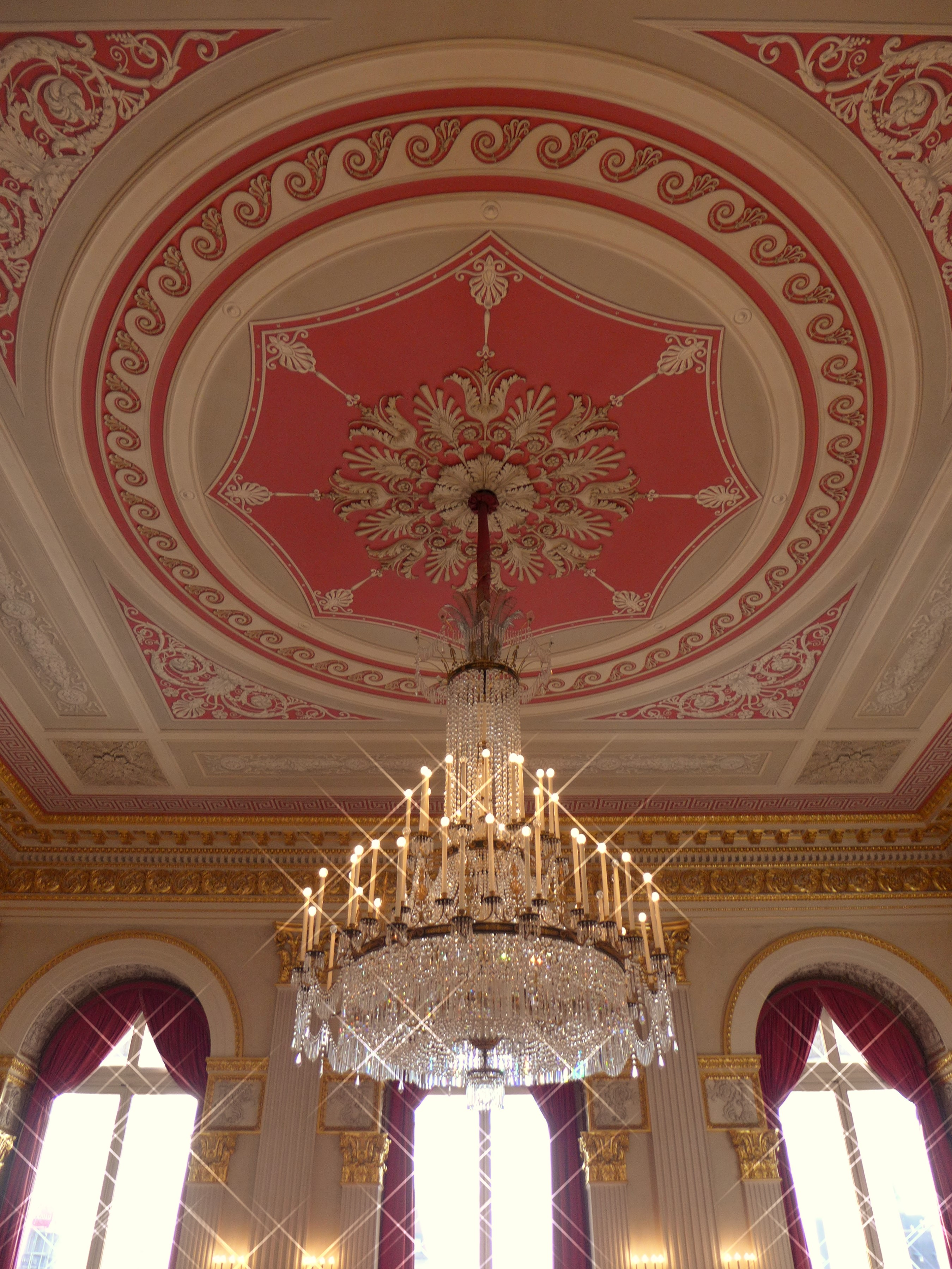
A királyi terem csillárja
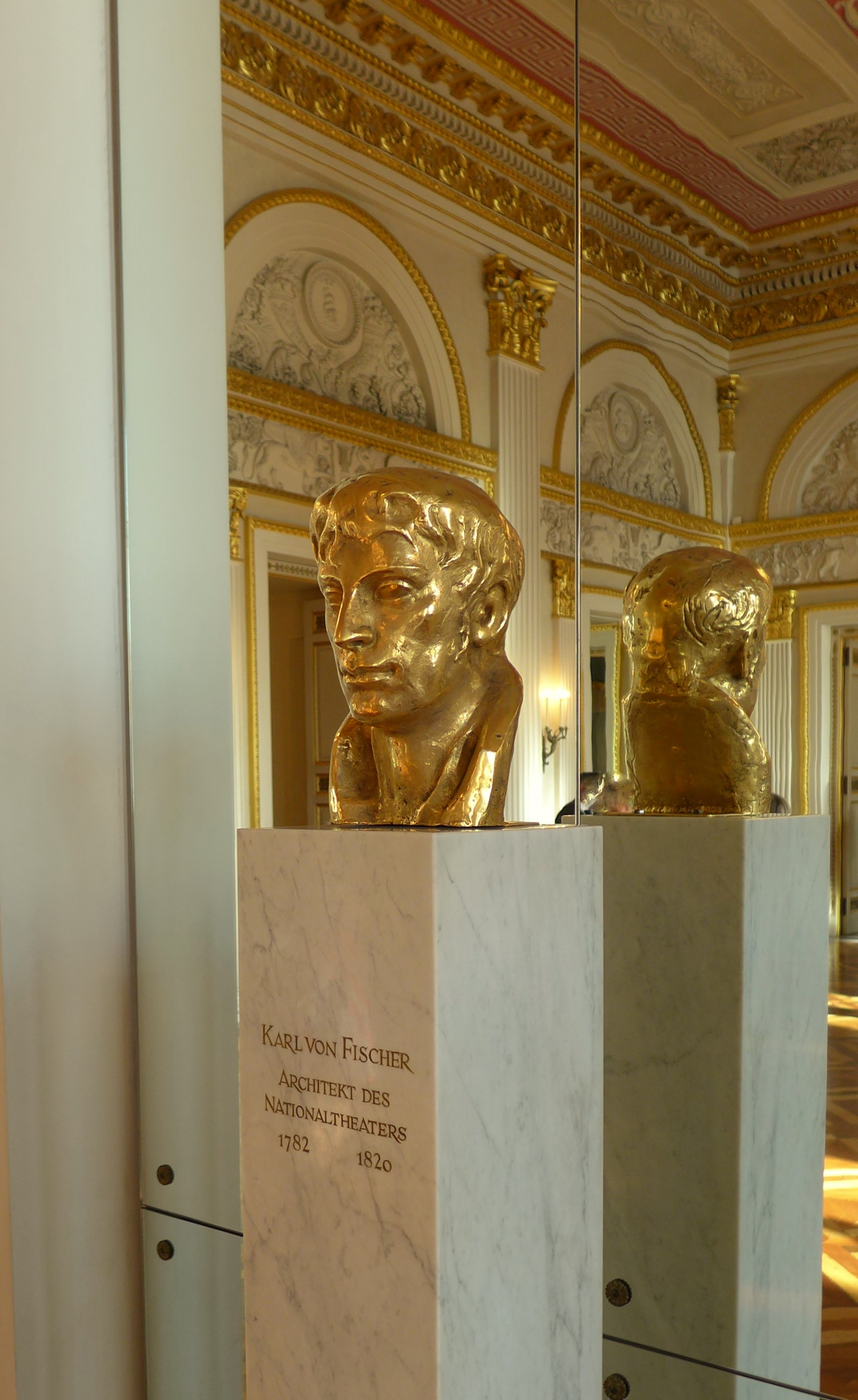
Karl von Fischer mellszobra